# Willibald Fabian
Willibald Jan Fabian (ur. 7 lipca 1938 w Krzanowicach) – polski polityk mniejszości niemieckiej, poseł na Sejm I kadencji.

## Życiorys
Ukończył technikum budowlane w Raciborzu. Pracował jako budowlaniec w zakresie budownictwa mieszkaniowego. W latach 1991–1993 sprawował mandat posła na Sejm I kadencji wybranego w okręgu gliwickim.
Działa w Towarzystwie Społeczno-Kulturalne Niemców Województwa Śląskiego, do 2007 kierował komisją rewizyjną tej organizacji. Stanął na czele stowarzyszenia Międzynarodowa Unia Paneuropejska „Silesia”. został również członkiem zarządu głównego Stowarzyszenia Parlamentarzystów Polskich.